# Waldviertel

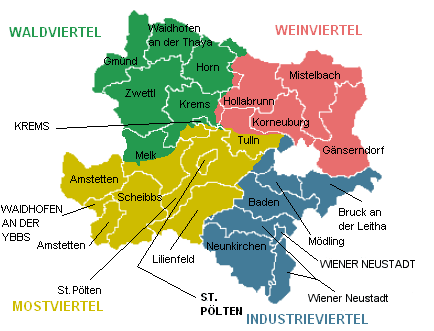
Mapa Dolních Rakous, Waldviertel vyznačen zeleně

Waldviertel (česky Lesní čtvrť) je tradiční neoficiální region na severozápadě Dolních Rakous. Na jihu hraničí s Mostviertelem (Moštovou čtvrtí), kdy je hranice tvořena převážně Dunajem, na západě sousedí s Horními Rakousy, na severozápadě s Čechami, na severovýchodě s Moravou a na východě jej hřeben Manhartsberg odděluje od Weinviertelu (Vinné čtvrti).

## Geografie
Waldviertel zahrnuje oblast s rozlohou přibližně 4600 km² a k roku 2011 jej obývalo asi 220 000 lidí. Mezi nejvýznamnější centra regionu patří okresní města Horn, Gmünd, Kremže (Krems an der Donau), Waidhofen an der Thaya a Světlá (Zwettl). Oblast zahrnuje jednak okresy spadající pod výše uvedená sídla, dále také severozápadní část okresu Melk, a západní část okresu Hollabrunn.